# Великий Нефуд
Великий Нефуд (араб. صحراء النفوذ) — піщана пустеля на Близькому Сході (Саудівська Аравія), у північній частині Аравійського півострова. Площа близько 70 000 км². На півночі переходить у Сирійську пустелю, на південному сході — в пустелю Дехна.